# Бързак
Бързак (на македонска литературна норма: Брзак; на албански: Bërzaku) е село в Северна Македония, в община Куманово.

## География
Селото е разположено в котловината Жеглигово на един километър западно от магистралата Е75, която свързва Куманово и Скопие.

## История
В 1994 година броят на жителите на Бързак е 88 жители – 51 македонци и 37 сърби. Според преброяването от 2002 година селото има 104 жители.
| Националност     | Всичко |
| северномакедонци | 88     |
| албанци          | 0      |
| турци            | 0      |
| роми             | 0      |
| власи            | 0      |
| сърби            | 16     |
| бошняци          | 0      |
| други            | 0      |